# Tulus

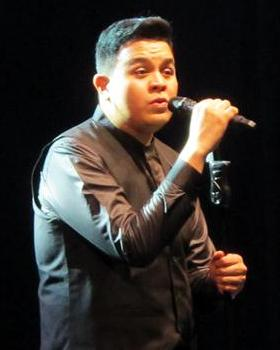

Muhammad Tulus Rusydi, conocido artísticamente como Tulus (nacido el 29 de agosto de 1987), es un cantante y compositor indonesio y que reside actualmente en Bandung. Tulus también trabaja como arquitecto después de graduarse de la Universidad Católica de Parahyangan, en Bandung. Se dedicó a la música cantando desde su infancia, con el tiempo se hizo popular cuando empezó a cantar en eventos y en la universidad como en los campus de clubes de jazz de la comunidad en Bandung. Durante su conferencia, Tulus jamás se había unido al grupo Sikuai Band.

## Carrera
Su álbum autodenominado Tulus, fue producida por Ari Renaldi y distribuido por la Producción Demajors y Trinity Optima, dando a conocer su propia compañía discográfica como Tulus Co., el 28 de septiembre del 2011. En la que Tulus compuso todas sus canciones como compositor, así también como coproductor de su propio álbum. Su hermano mayor de Tulus, Riri Muktamar, trabajó con el como productor ejecutivo. Entre sus canciones más conocidas son "Sewindu", "Teman Hidup", "Kisah Sebentar", "Tuan Nona Kesepian", y "Jatuh Cinta", en la tuvieron muchos éxitos ubicándose en las listas de las estaciones de radio por toda Indonesia. 
La revista Rolling Stone de Indonesia titulado Tulus, fue seleccionada por el Editor: Novato, en la que fue publicado a partir del 2013. Además, de su primer álbum que alguna vez ocupó el primer gráfico de la revista Rolling Stone, fue lanzado entre los meses de enero y febrero del 2012. Su canción titulada "Teman Hidup", había ocupado también el rango-1 dentro de las filas de K-20 yKompas TV.

## Discografía

### Álbumes de estudio
- Tulus (2011)
- Gajah (2014)

## Premios y nominaciones
| Año  | Premios                                   | Categoría                             | Recipientes                    | Resultados |
| ---- | ----------------------------------------- | ------------------------------------- | ------------------------------ | ---------- |
| 2013 | Rolling Stone Editor's Choice Awards      | Rookie of the Year                    | Tulus                          | Ganador    |
| 2014 | Indonesian Choice Awards                  | Male Singer of the Year               | Tulus                          | Ganador    |
| 2014 | Indonesian Choice Awards                  | Song of the Year                      | "Sepatu"                       | Nominado   |
| 2014 | Indonesian Choice Awards                  | Album of the Year                     | Gajah                          | Nominado   |
| 2014 | Anugerah Musik Indonesia                  | Best R&B/Soul Production Work         | "Kita Bisa" (feat. Ran)        | Nominado   |
| 2014 | Anugerah Planet Muzik                     | Best New Artist (Male)                | "Jangan Cintai Aku Apa Adanya" | Ganador    |
| 2014 | Anugerah Planet Muzik                     | Best Song (Indonesia)                 | "Jangan Cintai Aku Apa Adanya" | Nominado   |
| 2014 | Hai Reader's Poll Music Awards            | The Best Male                         | Tulus                          | Ganador    |
| 2014 | Hai Reader's Poll Music Awards            | The Best Pop                          | Tulus                          | Ganador    |
| 2014 | Hai Reader's Poll Music Awards            | Artist of the Year                    | Tulus                          | Ganador    |
| 2014 | Hai Reader's Poll Music Awards            | The Best Album                        | Gajah                          | Ganador    |
| 2014 | Hai Reader's Poll Music Awards            | The Best Single                       | "Sepatu"                       | Nominado   |
| 2014 | Tempo Magazine                            | Top 9 Indonesian Music Album          | Gajah                          | Ganador    |
| 2015 | Dahsyatnya Awards                         | Outstanding Male Solo Singer          | Tulus                          | Nominado   |
| 2015 | Dahsyatnya Awards                         | Outstanding Song                      | "Gajah"                        | Nominado   |
| 2015 | Dahsyatnya Awards                         | Outstanding videoclip                 | "Baru"                         | Ganador    |
| 2015 | Dahsyatnya Awards                         | Outstanding videoclip Director        | "Baru"                         | Ganador    |
| 2015 | Global Seru Awards                        | Most Exciting Hit                     | Tulus                          | Nominado   |
| 2015 | SCTV Music Awards                         | Most Famous Male Solo Singer          | Tulus                          | Nominado   |
| 2015 | Nickelodeon Indonesia Kids' Choice Awards | Favorite Singer                       | Tulus                          | Nominado   |
| 2015 | Selebrita Awards                          | Most Celeb Song                       | "Gajah"                        | Nominado   |
| 2015 | Anugerah Musik Indonesia                  | Best Pop Male Solo Artist             | "Jangan Cintai Aku Apa Adanya" | Pendiente  |
| 2015 | Anugerah Musik Indonesia                  | Best of the Best Production Work      | "Jangan Cintai Aku Apa Adanya" | Pendiente  |
| 2015 | Anugerah Musik Indonesia                  | Best Pop Songwriter                   | "Jangan Cintai Aku Apa Adanya" | Pendiente  |
| 2015 | Anugerah Musik Indonesia                  | Best Pop Songwriter                   | "Gajah"                        | Pendiente  |
| 2015 | Anugerah Musik Indonesia                  | Best Pop Recording Producer           | "Gajah"                        | Pendiente  |
| 2015 | Anugerah Musik Indonesia                  | Best Pop Album                        | Gajah                          | Pendiente  |
| 2015 | Anugerah Musik Indonesia                  | Best of the Best Album                | Gajah                          | Pendiente  |
| 2015 | Anugerah Musik Indonesia                  | Best R&B/Soul Male/Female Solo Artist | "Baru"                         | Pendiente  |
| 2015 | Anugerah Musik Indonesia                  | Best Mix Engineer                     | "1000 Tahun Lamanya"           | Pendiente  |
| 2015 | Anugerah Planet Muzik                     | APM Most Popular Artist               | Tulus                          | Pendiente  |
| 2015 | Anugerah Planet Muzik                     | APM Most Popular Song                 | "Satu Hari di Bulan Juni"      | Pendiente  |